# Манилии
Манилиите (gens Manilia) са фамилия от Древен Рим.
Известни от фамилията:
- Маний Манилий, консул 149 пр.н.е.
- Публий Манилий, консул 120 пр.н.е.
- Гай Манилий, народен трибун 66 пр.н.е. Автор на Lex Manilia. [1]
- Марк Манилий Вописк, суфектконсул 60 г.
  - Публий Манилий Вописк, поет и приятел на император Домициан
- Публий Манилий Вописк Вицинилиан, консул 114 г.
- Тиберий Манилий Фуск, суфектконсул 196 г., консул 225 г.